# Ángela Gurría

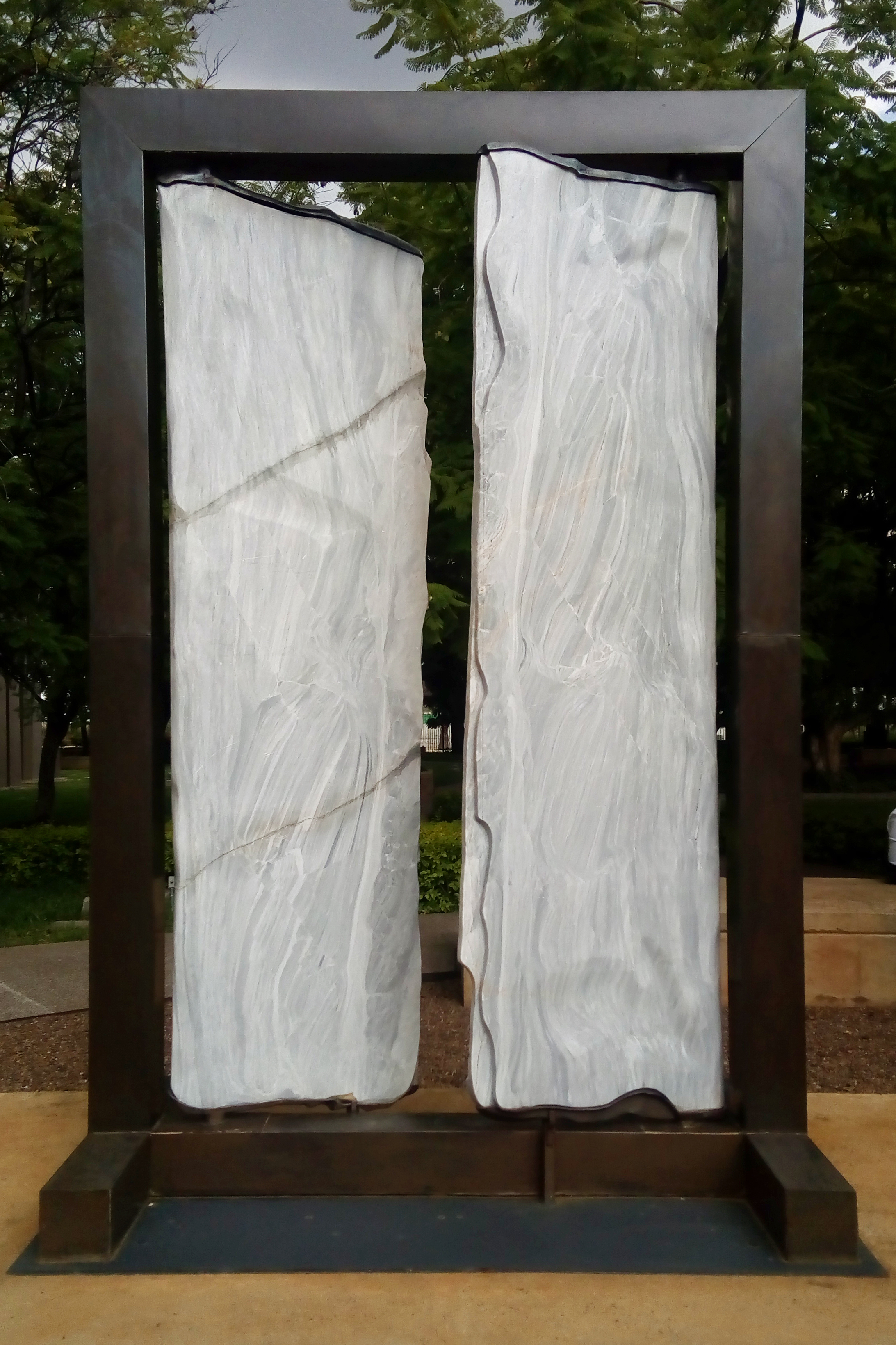
Puertas de Contoy, 1974.

Ángela Gurría Davó (Ciudad de México, 24 de marzo de 1929-17 de febrero de 2023) fue una escultora mexicana y la primera mujer en convertirse en miembro de la Academia de Artes de México en 1973. En 2013 ganó el Premio Nacional de Ciencias y Artes en el área de Bellas Artes de su país.

## Biografía
Gurría es la última hija menor de una familia tradicional y rígida proveniente de Chiapas. Desde que era niña, atraída al escuchar la música proveniente de las actividades realizadas por los canteros que estaban cerca de su casa en Coyoacán, decidió convertirse en artista. No obstante, en la década de 1940, México aún se regía por graves prejuicios en contra del desarrollo profesional de las mujeres, por lo que tuvo que formarse como autodidacta en el campo de la escultura.
De 1946 a 1949, ingresó en la Facultad de Filosofía y Letras de la Universidad Nacional Autónoma de México (UNAM) para realizar estudios de Letras hispánicas y españolas. En ese tiempo, tuvo la intención de dedicarse a ser escritora, sin embargo, cambió de parecer y regresó a sus actividades en las artes plásticas.
Posteriormente, en 1949-1952, Ángela dio comienzo a su carrera como escultora al ingresar en el México City Center (actual Universidad de las Américas) para luego ser estudiante durante seis años del escultor Germán Cueto quien introdujo el abstraccionismo a las formas escultóricas en México. Más tarde trabajó en sus estudios bajo las enseñanzas de Mario Zamora,  en la fundición de Abraham González y en el taller de Manuel Montiel Blancas. Posteriormente incursionó en estudios para desarrollar sus técnicas de artes plásticas en Inglaterra, Francia, Italia, Estados Unidos y Grecia. 
En ese entonces, la escultora firmó sus obras bajo los seudónimos masculinos: Alberto Urría o Ángel Urría debido a que anticipó la desaprobación que surgiría al entregar sus trabajos con su nombre real. Fue logrando éxito y reconocimiento cuando se dedicó a la creación de obras públicas monumentales en varias partes de México. Su primera pieza monumental realizada en 1965 fue “La familia obrera” y fue seguida en 1967 por la creación de una puerta de celosía de 18 metros de alto y 3,5 metros de ancho para la entrada principal de la fábrica establecida por el Banco de México para la fabricación de billetes del banco. Por esta obra, recibió su primer premio en la III Bienal Mexicana de Escultura del 1967.

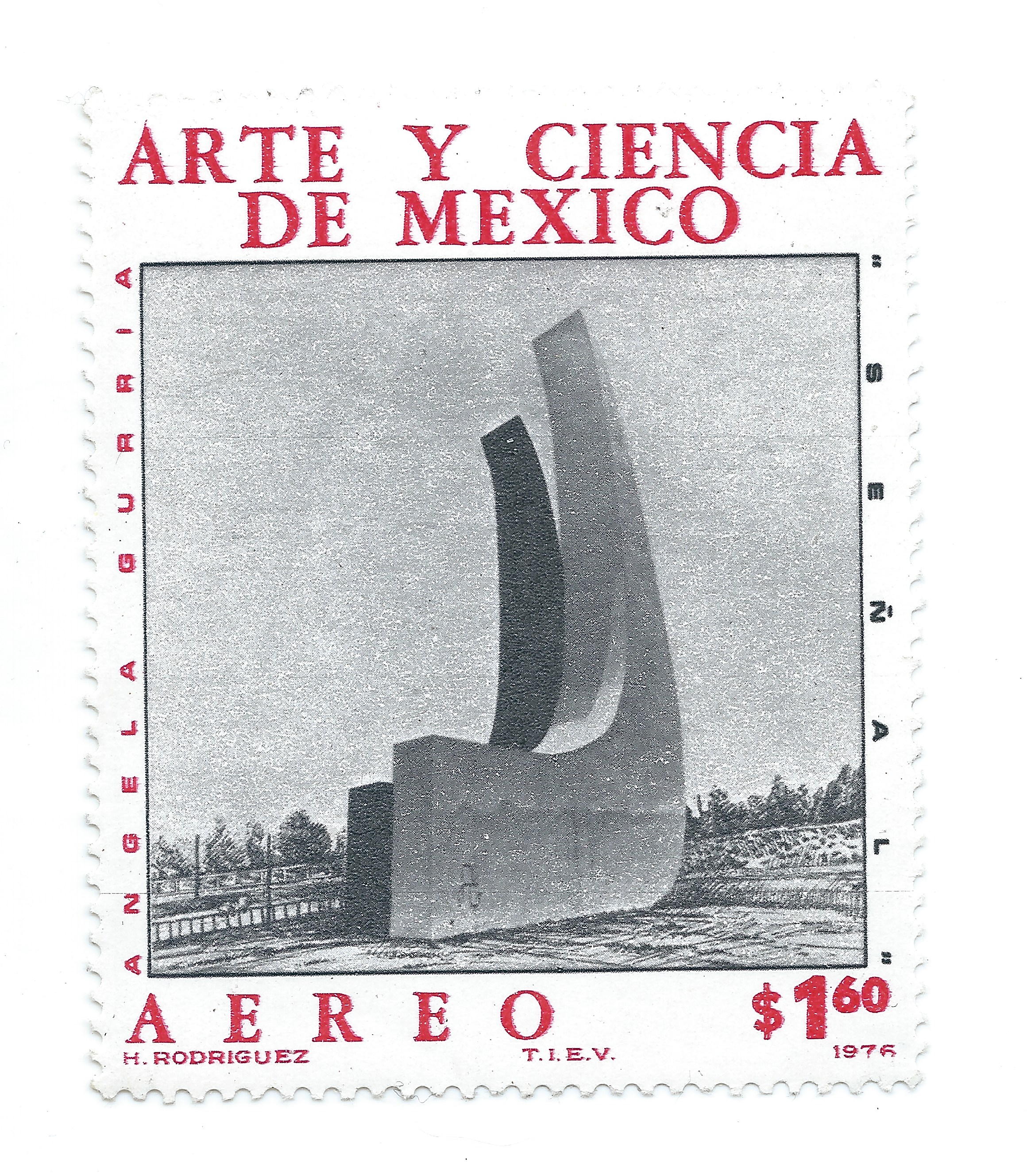
Timbre postal de 1976 con "Señales", escultura pública, la estación número 1 de la Ruta de la Amistad

De sus esculturas monumentales, su trabajo más conocido que realizó para los Juegos Olímpicos realizados en México en 1968, “Señales”, mide 18 metros de altura y fue colocada en la primera estación de la Ruta de la Amistad. La principal muestra del trabajo de esta escultora la encontramos en las calles de la Ciudad de México. También realizó el monumento del "Monumento a los Trabajadores del Drenaje Profundo" en Tenayuca. Entre sus obras más importantes dentro de México son: "Río Papaloapan" (1970, el homenaje a la "Ceiba" (1977), la "Espiral Serfin" (1980), el "Caracol" (1982), y "El corazón mágico de Cutzamala" (1987).
Con el tiempo logró convertirse en pionera del arte escultórico moderno en la Ciudad de México y, para 1970, ya había dejado el anonimato y alcanzado reconocimiento y fama a nivel mundial. Ángela Gurría se desempeñó también como maestra de escultura en la Universidad Iberoamericana en 1961 y en 1963 en la Universidad de las Américas. Participó en el Consejo Consultivo del Instituto de Estudios Políticos, Económicos y Sociales (IEPES) en 1981. Es miembro del Salón de la Plástica Mexicana desde 1966 y de la Academia de Artes desde 1973.
Ángela Gurría se destacó dentro de sus obras monumentales y arte público por la complejidad y abstracción de su técnica que ambienta dentro de la naturaleza. Define a sus obras escultóricas como ideas que forman su propio desarrollo y espacio como el elemento que se expresa su propia geometría.
Es también compositora de la canción "El día que me dijiste", interpretada por Chavela Vargas.

## Exposiciones Individuales[6]
- 1959: Galerías Diana
- 1961: Instituto Francés de la América Latina
- 196-1963: Galería Juan Martín
- 1966-1967: Galería Mer Kup
- 1968: Salón de la Plástica Mexicana
- 1970: Palacio Nacional de Bellas Artes. Sala 4 y 5
- 1974: Museo de Arte Moderno

## Premios
- 1960: Premio del Instituto de Arte de México
- 1967: 1 ª, III Bienal de escultura
- 1973: Invitada y aceptada como miembro numerario de la Academia de Artes de México.
- 1974: Exposición en el Museo de Arte Moderno de México, octubre 24
- 1980: Medalla de Oro, la Academia del Arte del Lavoro, Italia
- 2013: Premio Nacional de Ciencias y Artes en el área de Bellas Artes, otorgado por la Secretaría de Educación Pública de México.[7]

## Reconocimientos
- 1960: Mención Honorífica. Espiral. Exposición de Escultura Mexicana Contemporánea. Alameda Central, México.
- 1962: Mención Honorífica. Paloma. I Bienal Mexicana de Escultura.
- 1964: Mención Honorífica. David. II Bienal Mexicana de Escultura. Premio en efectivo. Instituto de Arte de México. Ciudad de México.
- 1967: Primer Premio de Escultura Integrada a la Arquitectura. Puerta-celosía. III Bienal Mexicana de Escultura.
- 1973: Primer lugar de escultura en el concurso para el monumento México, Tijuana, B.C.
- 1990: "Blancas Mariposas". Premio Nacional otorgado por Mujeres Profesionistas Tabasqueñas.